# Lindenia tetraphylla
Genre
Espèce
Statut de conservation UICN

 LC  : Préoccupation mineure
Lindenia tetraphylla, la lindénie caudifoliée est une espèce de libellules de la famille des Gomphidae (sous-ordre des Anisoptères, ordre des Odonates). C'est la seule espèce de son genre Lindenia (monotypique). L'espèce peut être migratrice.

## Répartition
Cette espèce est distribuée de l'Asie centrale jusqu'à l'Iran et la Turquie, de l'Ouest du Pakistan jusqu'à l'Ouest de la Méditerranée. Elle est également mentionnée en Bulgarie.

## Habitat
C'est une libellule qui se reproduit dans les lacs et les rivières à faible débit .